# Plumana ascalopa
Plumana ascalopa är en fjärilsart som beskrevs av Edward Meyrick 1917. Plumana ascalopa ingår i släktet Plumana och familjen säckspinnare. Inga underarter finns listade i Catalogue of Life.